# Lasiodorides rolinae
Lasiodorides rolinae är en spindelart som beskrevs av Tesmoingt 1999. Lasiodorides rolinae ingår i släktet Lasiodorides och familjen fågelspindlar.
Artens utbredningsområde är Peru. Inga underarter finns listade i Catalogue of Life.